# NGC 3744
NGC 3744 је спирална галаксија у сазвежђу Лав која се налази на NGC листи објеката дубоког неба.
Деклинација објекта је + 23° 0' 44" а ректасцензија 11h 35m 57,8s. Привидна величина (магнитуда) објекта NGC 3744 износи 14,4 а фотографска магнитуда 15,2. NGC 3744 је још познат и под ознакама CGCG 126-107, NPM1G +23.0265, PGC 35857.